# Nui
Nui é um dos 9 distritos de Tuvalu. Tem cerca de 548 habitantes (censo de 2002) e uma área terrestre de 3,37 km².

## Geografia
Nui consiste de aproximadamente 21 ilhéus. São estes:
- Fenua Tapu
- Meang
- Motupuakaka
- Pakantou
- Piliaieve
- Pongalei
- Talalolae
- Tokinivae
- Unimai
- e pelo menos outros 12 ilhéus menores.

A maior ilha, e mais a nordeste, é Fenua Tapu (área 1,38 km² ), seguida por Meang (a mais a oeste), Tokinivae, Pongalei, Talalolae, Pakantou, Unimai, Piliaieve e Motupuakaka. A única ilha habitada é Fenua Tapu, com duas povoações.

## Língua e história
As pessoas de Nui falam o gilbertês, o idioma de Kiribati e Tuvalu, e a língua oficial de Tuvalu, já que os ancestrais de Nui eram originários de Kiribati.

## Nativos notáveis
Uma pessoa local notável é Iakoba Italeli, Governador Geral de Tuvalu desde 16 de abril de 2010, e ex-Ministro da Educação, Esportes e Saúde. Também representou Nui no parlamento.